# Where Are We Runnin'?
Where Are We Runnin'? è il singolo principale estratto dall'album Baptism del 2004 del cantante e musicista Lenny Kravitz. Il testo è stato scritto da Kravitz, mentre la musica da Kravitz e da Craig Ross.

## Videoclip
Il videoclip di Where Are We Running'? è stato diretto da Philip Andelman e Lenny Kravitz. Kravitz nel video simula la vita da "stereotipo" di un cantante rock. Nella prima scena lo si vede svegliarsi in una stanza d'albergo con diverse ragazze intorno a lui. Dopo essersi alzato, prende una limousine che lo porta all'aeroporto, dove lo attende un jet privato. Kravitz, la sua banda e le ragazze vengono mostrati nel jet mentre si divertono, e alla fine una volta giunti a destinazione il cantante ed il suo gruppo si esibiscono. Il video termina con Kravitz esausto, davanti ad uno specchio, in un camerino.

## Tracce
1. Where Are We Runnin'?
2. Uncharted Terrain
3. Destiny

## Il brano nella cultura di massa
- Il brano è stato utilizzato come sigla della serie televisiva tedesca Il commissario Heldt[1]

## Classifiche
| Classifiche (2004) | Posizione più alta |
| ------------------ | ------------------ |
| Austria            | 27                 |
| Belgio (Fiandre)   | 62                 |
| Belgio (Vallonia)  | 63                 |
| Brasile            | 36                 |
| Germania           | 43                 |
| Italia             | 13                 |
| Paesi Bassi        | 33                 |
| Spagna             | 4                  |
| Stati Uniti        | 69                 |
| Svizzera           | 31                 |